# Chen canagica

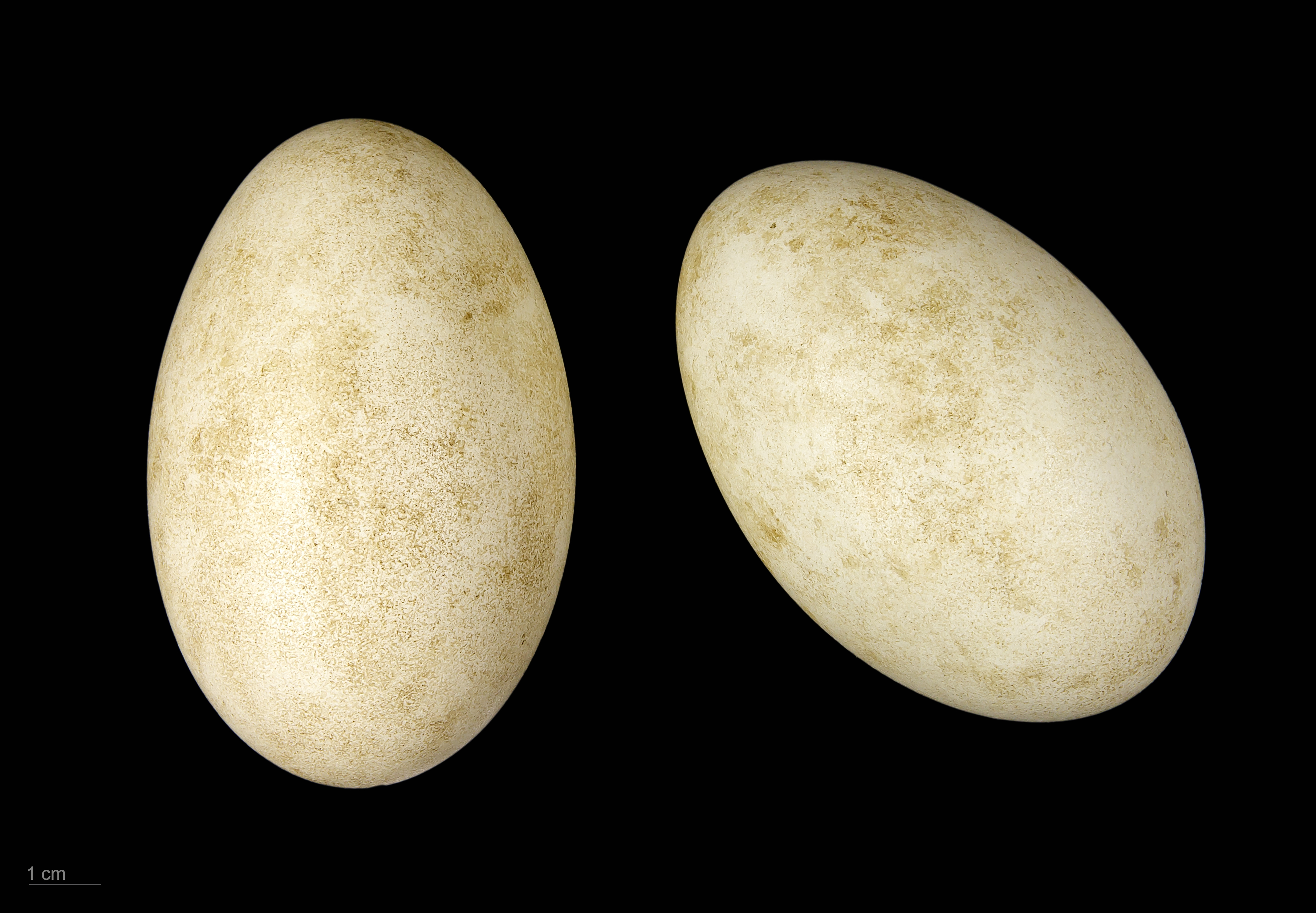
Anser canagicus - MHNT

El ánsar emperador o  ganso emperador (Chen canagica) es una especie de ave anseriforme de la familia Anatidae de inconfundible aspecto endémica de las costas circundantes al mar de Bering.

## Distribución
Se encuentra únicamente en el oeste de Alaska, las islas Aleutianas, isla Kodiak y la península de Kamchatka, en el extremo oriental de Rusia.

## Taxonomía
Tradicionalmente se incluía en el género Anser (Anser canagicus).